# V810 Centauri
Désignations
V810 Centauri (en abrégé V810 Cen) est une étoile binaire de la constellation australe du Centaure. Sa composante primaire est une hypergéante jaune, désignée V810 Cen A, tandis que sa composante secondaire est une géante bleue désignée V810 Cen B. Le système est également une variable de faible amplitude, entièrement due à la primaire qui est visuellement plus de trois magnitudes (soit environ 12x) plus brillante que la secondaire. Sur la base de sa luminosité, il est situé à une distance estimée entre 3 300 et 3 500 parsecs (10 800 et 11 400 années-lumière) de la Terre.
V810 Cen A est une hypergéante jaune de type spectral G0 0-Ia et c'est le standard spectral MK pour cette classe, mais elle a également pu être classée comme une supergéante jaune brillante de type spectral F8Ia. Il s'agit d'une variable semi-régulière avec plusieurs périodes à faible amplitude détectées, sa magnitude apparente variant entre 4,95 et 5,15. La période dominante est autour de 156 jours et correspond à une pulsation radiale sur le mode fondamental d'une céphéide. Sans les autres pulsations stellaires, elle serait considérée comme une céphéide classique. D'autres modes de pulsation ont en effet été détectés avec des périodes s'étalant de 89 à 234 jours, les plus marquées correspondant à une pulsation possiblement non-radiale sur le mode p à 107 jours et une autre pulsation possiblement non-radiale mais sur le mode g à 185 jours.
On pense que V810 Cen A a perdu environ 5 M☉ depuis qu'elle est entrée sur la séquence principale, et elle s'est étendue et refroidie de telle sorte qu'elle est actuellement placée sur le bord bleu de la bande d'instabilité des céphéides. Elle ne devrait pas plus se refroidir et pourrait effectuer une boucle bleue, tandis qu'elle continuerait à gagner lentement en luminosité. L'étoile secondaire, V810 Cen B, est une géante bleue de type spectral B0III. Elle possède une masse similaire à la primaire et elle a une luminosité également très importante, mais elle est visuellement beaucoup plus faible.
Le système de V810 Cen a pu être considéré comme un membre de l'amas ouvert Stock 14, distant d'environ 2,6 kpc (∼8 480 al), mais il apparaît être plus lointain. Les mesures de sa vitesse radiale confirment qu'il n'en est pas membre, ayant une vitesse inférieure de 10 km/s à celle des étoiles de l'amas.